# Галстук-бабочка (биология)

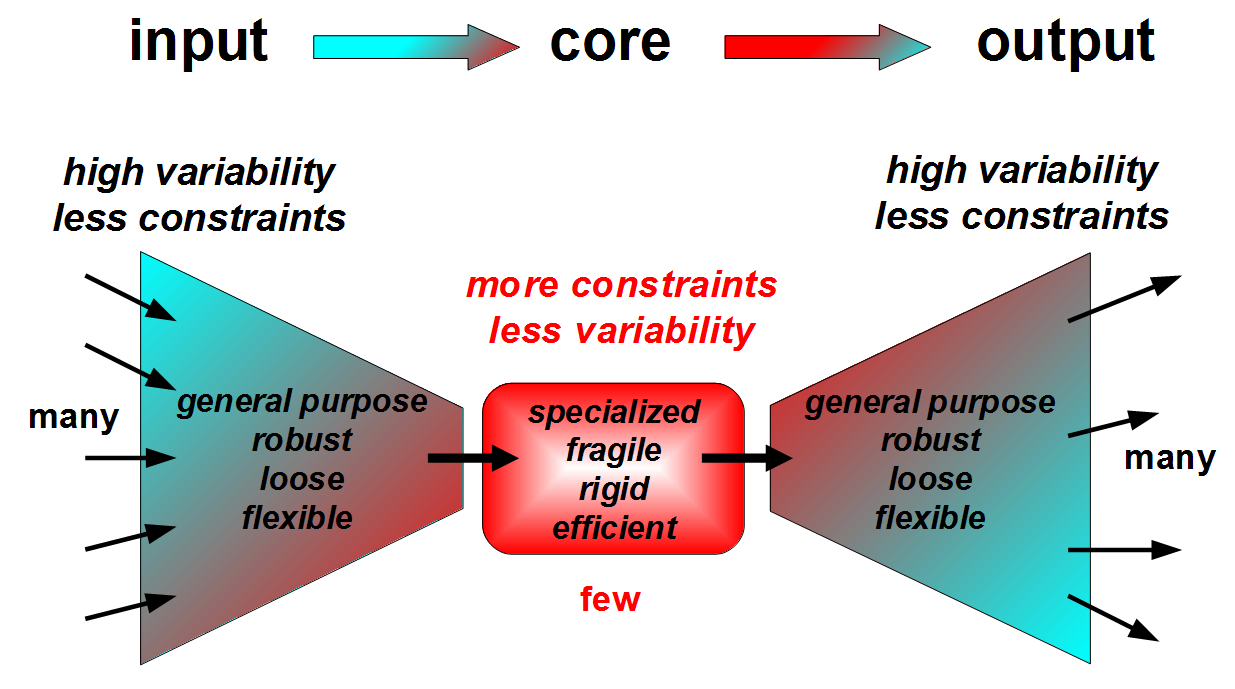
Схема общей архитектуры галстука-бабочки

В биологических науках термин «галстук-бабочка» (названный так из-за его формы) — концепция, описывающая сущность некоторых операционных и функциональных структур, наблюдаемых в биологических организмах и других видах сложных и самоорганизующихся систем. В общем, архитектуры «галстук-бабочка» проявляются в упорядоченных и повторяющихся структурах, которые часто лежат в основе сложных технологических или биологических систем, и способны придать им баланс между эффективностью, надежностью и эволюционируемостью. Другими словами, галстуки-бабочки способны учитывать большое разнообразие входных данных (входы в узел), демонстрируя гораздо меньшее разнообразие протоколов и процессов (в узле), способных обрабатывать эти входные данные, и, наконец, крайне разнородное разнообразие выходов (выходы из узла). Таким образом, эти архитектуры пропускают широкий спектр входных данных через ядро (узел), состоящее из ограниченного числа элементов. В таких структурах входы передаются через своего рода воронку к ядру «синтеза», где они могут быть должным образом организованы, обработаны и управляться с помощью протоколов, и откуда, в свою очередь, распространяется множество выходных данных или ответов.
Согласно Чете и Дойлу, галстуки-бабочки способны оптимально организовывать потоки массы, энергии, сигналов в общую структуру, которая вынуждена иметь дело с сильно изменчивой и «грязной» средой. С биологической точки зрения галстук-бабочка управляет большим веером стимулов (вход), она включает «сжатое» ядро и выражает большой веер из возможных фенотипов, продуктов метаболитов или, в более общем смысле, повторно используемых модулей. Архитектура галстука-бабочки наблюдалась в структурной организации на разных уровнях живых и эволюционирующих организмов (например, сеть бактериального метаболизма), а также в технологических и динамических системах (например, в Интернете). Галстук-бабочка, по-видимому, реализует компромиссы между надежностью и эффективностью, в то же время гарантируя системе способность развиваться. И наоборот, эта эффективная архитектура может быть подвержена уязвимостям из-за определенных изменений, возмущений и целенаправленных атак, направленных против ее основного набора модулей и протоколов. Архитектура галстука-бабочки — одна из нескольких различных структур и принципов функционирования, которые живая материя использует для достижения самоорганизации и эффективного использования доступных ресурсов.

## Использованная литература
1. 1 2  Bow ties, metabolism and disease. Trends Biotechnol. 22 (9): 446–50. 2004. doi:10.1016/j.tibtech.2004.07.007. PMID 15331224.
2. ↑  The connectivity structure, giant strong component and centrality of metabolic networks. Bioinformatics. 19 (11): 1423–30. 2003. doi:10.1093/bioinformatics/btg177. PMID 12874056.
3. ↑  Hierarchical modularity of nested bow-ties in metabolic networks. BMC Bioinformatics. 7: 386. 2006. doi:10.1186/1471-2105-7-386. PMID 16916470.{{cite journal}}:  Википедия:Обслуживание CS1 (не помеченный открытым DOI) (ссылка)
4. ↑  Graph structure in the Web. Computer Networks. 33 (1–6): 309–20. 2000. doi:10.1016/S1389-1286(00)00083-9.
5. ↑  Network, degeneracy and bow tie integrating paradigms and architectures to grasp the complexity of the immune system. Theor Biol Med Model. 7: 32. 2010. doi:10.1186/1742-4682-7-32. PMID 20701759.{{cite journal}}:  Википедия:Обслуживание CS1 (не помеченный открытым DOI) (ссылка)